# Championnats panaméricains de boxe amateur 1994
Navigation
Édition précédente Édition suivante
La 3e édition des championnats panaméricains de boxe amateur s'est déroulée à Buenos Aires, Argentine, du 27 août au 3 septembre 1994. 

## Résultats

### Podiums
| Catégories                    | Or                     | Argent               | Bronze                                 |
| Poids mi-mouches (-48 kg)     | Juan Ramirez           | Jose Laureano        | Daniel Reyes Jose Albuquerque          |
| Poids mouches (-51 kg)        | Hector Barrientos      | Hemel Roldan         | Alfredo Rivero Martin Castillo         |
| Poids coqs (-54 kg)           | Julio Pablo Chacon     | Daniel Regalado      | Johnny Nolasco Luiz Claudio Freitas    |
| Poids plumes (-57 kg)         | Lorenzo Aragon         | Yoni Vargas Martinez | Luis Jose Jose Luis Valbuena           |
| Poids légers (-60 kg)         | Pablo Rojas            | Alejandro Benitez    | Agnaldo Nunes Magalhaes Amador Vazquez |
| Poids super-légers (-63,5 kg) | Walter Crucce          | José Luis Cruz       | Felix Flores Yoel Delvas               |
| Poids welters (-67 kg)        | Freddy Dominguez       | Emerson Marques      | Melvin Cardona Alberto Zorrilla        |
| Poids super-welters (-71 kg)  | Anibal Rodriguez       | Ricardo Trigo        | Luis Bastardo Osvaldo Dos Santos       |
| Poids moyens (-75 kg)         | Offany Suarez          | Eduardo Monserrat    | Raul Guevara Marcos Duarte             |
| Poids mi-lourds (-81 kg)      | Williams Pena          | Hector Sotelo        | Elvis Berasategui Gabriel Hernandez    |
| Poids lourds (-91 kg)         | Freddy Rojas           | Moises Rolon         | Santiago Palavecino Fabio De Souza     |
| Poids super-lourds (+91 kg)   | Leonardo Martinez Fizz | Antonio Arganaraz    | Nestor Abad Luiz Dos Santos            |

### Tableau des médailles
| Place | Pays                   | Médaille d'or, Amérique | Médaille d'argent, Amérique | Médaille de bronze, Amérique | Total |
| ----- | ---------------------- | ----------------------- | --------------------------- | ---------------------------- | ----- |
| 1     | Cuba                   | 10                      | 1                           | 1                            | 12    |
| 2     | Argentine              | 2                       | 5                           | 2                            | 9     |
| 3     | Porto Rico             | 0                       | 2                           | 2                            | 4     |
| 4     | Mexique                | 0                       | 2                           | 1                            | 3     |
| 5     | Brésil                 | 0                       | 1                           | 7                            | 8     |
| 6     | Équateur               | 0                       | 1                           | 1                            | 2     |
| 7     | République dominicaine | 0                       | 0                           | 4                            | 4     |
| 8     | Venezuela              | 0                       | 0                           | 3                            | 3     |
| 9     | Bolivie                | 0                       | 0                           | 2                            | 2     |
| 10    | Panama                 | 0                       | 0                           | 1                            | 1     |
| Total | 10 pays médaillés      | 12                      | 12                          | 24                           | 48    |